# Приміуський
Приміу́ський (рос. Примиусский) — хутір у Куйбишевському районі Ростовської області Росії. Входить до складу Куйбишевського сільського поселення.

## Географія
Географічні координати: 47°51' пн. ш. 38°53' сх. д. Часовий пояс — UTC+4.
Хутір Приміуський розташований на південному схилі Донецького кряжу. Відстань до районного центру, села Куйбишева, становить 6 км. Через хутір протікає річка Міус.

### Урбаноніми
- вулиці — Приміуська[2].

## Населення
За даними перепису населення 2010 року на території хутора проживало 153 особи. Частка чоловіків у населенні складала 49% або 75 осіб, жінок — 51% або 78 осіб.

## Соціальна сфера
У населеному пункті діє сільський клуб.

## Пам'ятки
На території хутора знаходиться братська могила з 524 радянськими воїнами, які загинули під час Другої світової війни.